# International Financial Reporting Standards
International Financial Reporting Standards (IFRS) är en internationell standard för redovisning av företags och organisationers ekonomi. IFRS regleras av International Accounting Standards Board. IFRS utgår från ett principbaserat synsätt som ger företagen möjlighet att verksamhetsanpassa sina finansiella rapporter.

## Utmärkande egenskaper
IFRS är principbaserat och ger företagen möjlighet att verksamhetsanpassa sina redovisningsprinciper och sin finansiella rapportering. En viktig aspekt är att IFRS innebär att tillgångar och skulder värderas till verkligt värde i större utsträckning än vad som tidigare har varit tillåtet i Sverige, där anskaffningsvärdet tidigare har varit huvudregeln. En effekt av detta är att svängningarna i resultaträkning och eget kapital kan bli större. Vidare är IFRS mer omfattande och innehåller fler krav på tilläggsupplysningar, men har till exempel inte någon fast uppställningsform för balans- och resultaträkningen.
IFRS valmöjligheter vid utformning av finansiella rapporter ställer krav på analytiker och andra intressenters kunskap om redovisningsreglerna för att förstå vad som ingår i posterna i resultat- och balansräkningen. För att analytiker ska kunna bedöma relevansen i posterna måste de förstå vilka antaganden som ligger bakom värderingarna. Ett sådant exempel är antaganden som ligger till grund för värderingar och avsättningar. Koncernernas val kan variera vid olika tillfällen och påverka redovisningen som i sin tur kan göra att företagsdata blir svåranalyserade.

## IFRS inom EU
Europaparlamentet och rådet antog i juli 2002 en förordning om tillämpning av internationella redovisningsstandarder, IAS-förordningen. Förordningen
innebär att alla noterade europeiska företag i koncernredovisningen ska tillämpa de internationella redovisningsstandarderna, International Financial Reporting Standards (IFRS) och International Accounting Standards (IAS), som tillsammans i dagligt tal hänvisas till som IFRS. Onoterade företag kan välja att tillämpa regelverket i sin koncernredovisning.
Det grundläggande syftet med IAS-förordningen är att öka jämförbarheten av noterade koncerners finansiella rapporter - i hela EU - och därigenom underlätta den ekonomiska och finansiella integrationen. Om de finansiella rapporterna upprättas utifrån ett gemensamt och internationellt accepterat regelverk, blir det lättare för investerare att värdera företag i olika länder. Det innebär i sin tur en utvidgning och fördjupning av de europeiska kapitalmarknaderna, bättre prisbildning och högre effektivitet. Ytterst bidrar detta till en högre ekonomisk tillväxt.
Sedan 2005 måste alla noterade företag - finansiella och andra – i hela EU tillämpa nya internationella redovisningsregler (IAS/IFRS) i koncernredovisningen.
IFRS är en av grundpelarna i EU:s strategi för en gemensam kapitalmarknad, vilket innebär att företagen har flera och nya valmöjligheter när de upprättar sina finansiella rapporter. Syftet med IFRS är att minska skillnaderna i ländernas redovisningspraxis. En gemensam plattform av regler bidrar till en mer enhetligt tillämpning av valda redovisningsprinciper, oavsett koncernens verksamhet eller nationella tillhörighet.
Från och med 2005 ska noterade företag - finansiella och andra – i hela EU tillämpa nya internationella redovisningsregler (IAS/IFRS) i koncernredovisningen. Även om reglerna delvis tillämpats före 2005, medförde de en stor omställning både praktiskt för företagen och för investerarna.

## IFRS i Sverige
IFRS innehåller övergripande regler för hur finansiella rapporter ska utformas samt anger riktlinjer för struktur, vissa minimikrav och krav på tilläggsupplysningar. Till skillnad från de tidigare detaljerade svenska reglerna om resultat och balansräkningen, saknar IFRS specifika uppställningsformat. Företag får, utifrån vad som passar verksamheten bäst, välja om de vill dela upp balansräkningen i omsättnings- eller anläggningstillgångar samt kort- eller långfristiga skulder. Som ett alternativ kan en klassificering användas som bygger på likviditetsordning.
De utökade valmöjligheterna jämfört med svensk redovisningspraxis gör att det enligt Finansinspektionen blir svårare att jämföra de svenska företagens finansiella rapporter. Det ställs även krav på analytiker och andra intressenter att vara insatta i regelverket för att förstå vilka de värderingsantaganden som posterna i resultat- och balansräkningen återspeglar. Koncernernas val kan variera över tiden, vilket i sin tur kan försvåra analyser av företagsdata.